# الجوازع (إب)
الجوازع هي إحدى قرى الجمهورية اليمنية. وهي تتبع جغرافيًا لمحافظة إب. وإداريًا لمديرية السياني. يبلغ تعداد سكانها 3412 نسمة حسب الإحصاء الذي جرى عام 2004.

## وصلات خارجية
- World Gazetteer:Yemen
- الجهاز المركزي للإحصاء بالجمهورية اليمنية
- المركز الوطني للمعلومات باليمن